# Ян Юньсун
Ян Юньсун (楊筠松, 20 апреля 834—904) — один из основателей географии и основоположников геомантии (фэншуй), создатель её важнейшего и наиболее популярного направления — «методов форм», «течения островерхих горных рельефов», «цзянсийского течения».

## Биография
Родился 20 апреля 834 года. Место рождения неизвестно: по одним сведениям — это Доучжоу (современный уезд Синьи провинции Гуандун) или Цяньчжоу (современное Юйду провинции Цзянси). О его жизни мало сведений. С 880 года руководил географо-геомантическим ведомством «принципы земли» (диле) в императорской обсерватории (линтай), дослужившись до звания сановника первого ранга — «великого мужа светлых заслуг с золотой печатью на пурпурном шнуре» (цзиньцзы гуанлу дафу). Во время мятежа Хуан Чао в 884 году бежал в земли к югу от Янцзы. После этого 25 лет провел на юго-востоке, в уездах Юйду, Нинду и Синго провинции Цзянси, где пошел в народ и путешествовал по горам, полностью отдавшись геомантии и созданию цзянсийской школы. Преподавал в храме на горе Янсяньлин (позвоночник Бессмертного Яна) в юго-восточной окраине г. Ганьчжоу (Цзянси), в котором сохранились построенные по его планам сооружения. Определил место собственной могилы, которое в его честь было названо дамбой господина Яна (Янгунба) в селе Куаньтяньсян уезда Юйду.

## Деятельность
Занимался исследованием начал и концов, направлений и положений энергетических потоков (силовых линий), отраженных в рельефе местности, в особенности взаимных соответствий «драконов» (лун — горных возвышенностей, энергетических каналов), углублений, пещер (сюэ — энергетических точек), песчаников (ша) и вод.
Отмечал эволюцию геомантического компаса (лоцзин): от «прежденебесного» (сяньтянь) обозначение 12 направлений к «посленебесному» (хоутянь) применение 22 циклических знаков «небесных стволов и земных ветвей» (ганьчжи). Рассматривал энергетику «драконовых жил» (лунмо) как горные образования, классифицированных с помощью даосской категории «девяти звезд» (цзюсин) созвездия Бэй доу (Северный Ковш — Большая Медведица) — семи основных и двух скрытых. Исследовал устройство захоронений, выводил геомантию жилых домов (янчжай) по геомантии кладбищ (иньчжай). Согласно общим представлениям о ландшафте как «горы и воды» (шаньшуй) им придавалась особая значимость.

## Произведения
«Ханьлун цзин» («Канон потрясающих драконов»), «Саньши лю луншу» («Книга 36 драконов»), «Лунцзин» («Канон странных драконов»), «Цин нанцзин» («Канон зелено-синего мешка Вселенной»), «Шиэр чжанфа» («Методы двенадцати опор»), «Тяньюй цзин» («Канон небесного нефрита»), «Юйчи цзин» («Канон нефритового аршину»).